# Kovodělnictví
Kovodělnictví je průmyslový proces, jehož cílem je změna tvaru, velikosti a fyzikálních a mechanických vlastností dílů z kovů a slitin.
Kovodělnictví zahrnuje různé způsoby zpracování kovů. Hlavní metody zpracování kovů jsou:
- Odlévání
- Tváření
- Obrábění
- Svařování